# David A. Adler

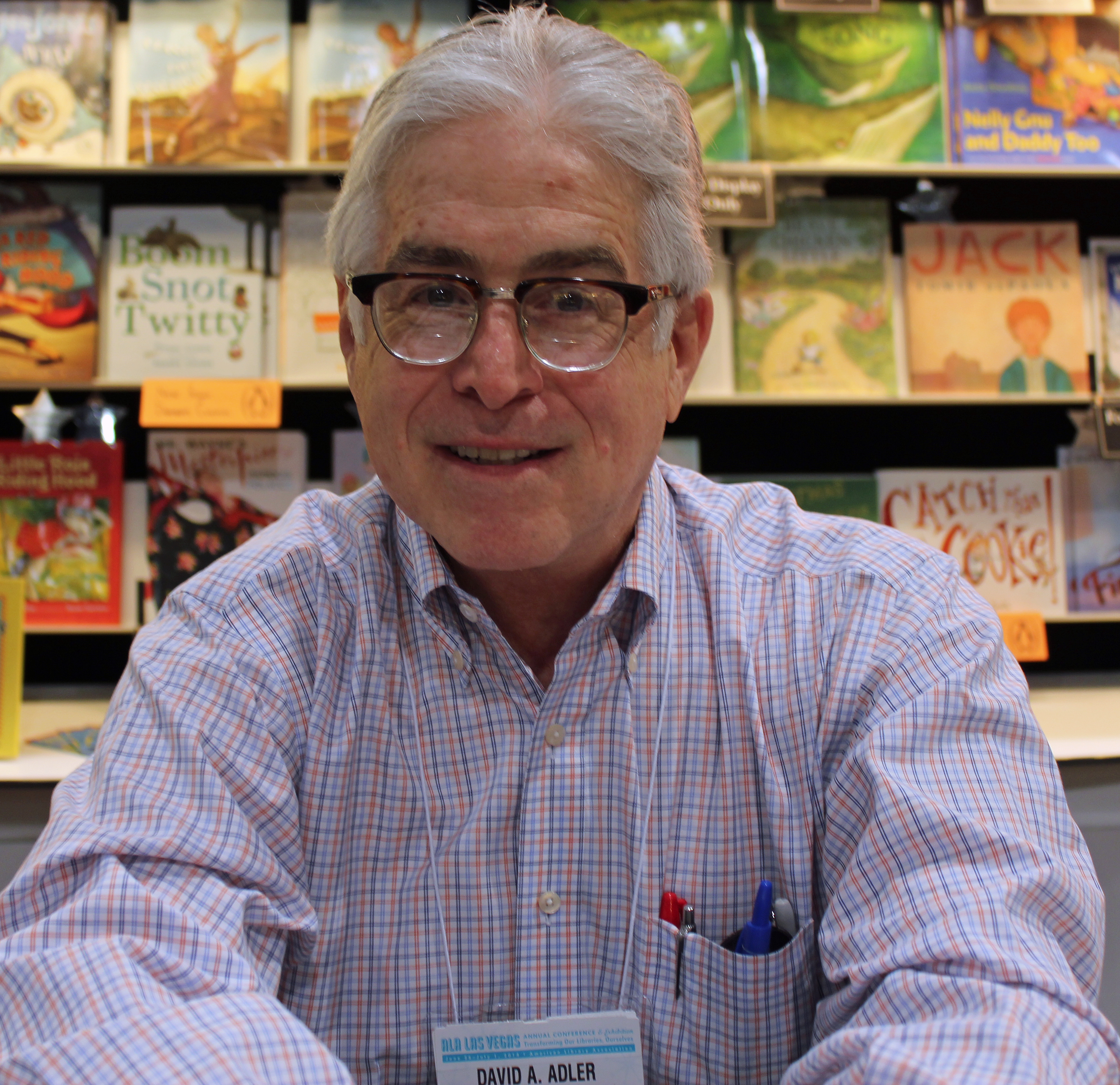
David A. Adler 2014.

David Avram Adler, auch David Abraham Adler, (* 10. April 1947 in New York) ist ein US-amerikanischer Kinder- und Jugendbuchautor.

## Leben
Bekannt wurde Adler vor allem durch seine Mysteryreihe Cam Jansen. Daneben schreibt er Bücher, die jugendlichen Lesern die Geschichte des Holocausts erklären. Auf Deutsch erschien von ihm Froim – der Junge aus dem Warschauer Ghetto. Das Kinderbuch geht auf die Erlebnisse des KZ-Überlebenden Erwin Baum (1926–2006) zurück, der zusammen mit seinem Bruder in Janusz Korczaks Waisenheim „Dom Sierot“ aufwuchs, bevor er in das KZ Auschwitz deportiert wurde.
2017 wurde Adler mit der Regina Medal ausgezeichnet.